# Eulogio Oyó
Eulogio Oyó Riqueza (5 de mayo de 1942 - 4 de marzo de 2013), fue un militar y político ecuatoguineano, participante en el golpe de Estado contra Francisco Macías de 1979.

## Biografía
Eulogio Oyó Riqueza nació en Santiago de Baney (Bioko), en mayo de 1942. Perteneció a la etnia bubi. En la década de 1960 viajó a España y estudió en la Academia militar de Zaragoza, donde se graduó como alférez junto con Teodoro Obiang y otros compañeros. Tras su formación, fue destinado a la actual ciudad de Malabo.
Durante la presidencia de Francisco Macías, se vio obligado a abandonar su cargo militar. Participó en el levantamiento de 1979, junto con Obiang Nguema. Tras la caída de Macías, Eulogio Oyó ocupó numerosos cargos públicos, entre ellos, Gobernador de la Región Insular, Vicepresidente del Consejo Militar Supremo y Embajador en la Organización para la Unidad Africana.
Oyó Riqueza murió el 4 de marzo de 2013 en Madrid, siendo enterrado unos días más tarde en Baney.